# Ophiorrhiza longipedunculata
Ophiorrhiza longipedunculata är en måreväxtart som beskrevs av Elmer Drew Merrill. Ophiorrhiza longipedunculata ingår i släktet Ophiorrhiza och familjen måreväxter. Inga underarter finns listade i Catalogue of Life.